# Татари (Мазовецьке воєводство)
Татари (пол. Tatary) — село в Польщі, у гміні Кадзідло Остроленцького повіту Мазовецького воєводства.
Населення — 287 осіб (2011).
У 1975-1998 роках село належало до Остроленцького воєводства.

## Демографія
Демографічна структура станом на 31 березня 2011 року:
|          | Загалом | Допрацездатний вік | Працездатний вік | Постпрацездатний вік |
| -------- | ------- | ------------------ | ---------------- | -------------------- |
| Чоловіки | 146     | 45                 | 85               | 16                   |
| Жінки    | 141     | 43                 | 70               | 28                   |
| Разом    | 287     | 88                 | 155              | 44                   |